# Nguyễn Đăng Sở
Nguyễn Đăng Sở (chữ Nôm: 阮登𨼪) hay Nguyễn Sở (1754-1840) là một đại quan của các triều đại Lê mạt, Tây Sơn và Nguyễn sơ.

## Tiểu sử
Nguyễn Đăng Sở sinh năm 1754, trong một gia đình có truyền thống khoa bảng làng Hương Triện, Gia Bình, Bắc Ninh. Ông nội là Nguyễn Đăng Giai, đỗ Tiến sĩ năm 1721, làm quan đến chức Hàn lâm viện Thị chế. Bố là Nguyễn Đăng Tôn, nho sinh trúng thức Chiêu Văn quán. Vốn thông minh và hiếu học, năm 24 tuổi, Nguyễn Đăng Sở đỗ Hương cống. Năm 34 tuổi, ông đỗ Đệ nhị giáp tiến sĩ đệ nhị danh khoa Đinh Mùi, niên hiệu Chiêu Thống (1787). Thời nhà Lê mạt, Nguyễn Đăng Sở được bổ giữ chức Hiệu lí học sĩ ở Viện Hàn lâm, tước Hương Lĩnh bá. Khi quân Tây Sơn kéo ra Bắc lật đổ chính quyền họ Trịnh, đánh tan quân Thanh xâm lược, Nguyễn Đăng Sở liền theo giúp vua Quang Trung (nhà Tây Sơn), được triều đình bổ nhiệm làm Lại bộ Tả Thị lang, Hàn lâm viện Hiệu ứng, tước Hương lý hầu, thời gian này ông từng được vua tín nhiệm cử đi sứ nhà Thanh.
Thời Tây Sơn, Nguyễn Đăng Sở đã cùng Binh bộ thượng thư Tây Sơn Ngô Thì Nhậm và Vũ Trinh lập ra “Trúc Lâm thiền viện” ở “Bích Câu đạo quán”, với mong muốn khôi phục thiền phái Trúc Lâm. Hoàng giáp Nguyễn Đăng Sở lấy pháp hiệu là Hải Hòa tăng. Ngô Thì Nhậm lấy pháp hiệu là Hải Lượng đạo trưởng. Trong sách “Trúc Lâm tông chỉ nguyên thanh” ghi chép ba vị đàm đạo Phật pháp theo tư tưởng Trúc Lâm thiền phái đủ thấy những suy nghĩ sâu sắc về thế cuộc của cả ba vị Tông sư mới này.
Đến khi nhà Tây Sơn mất, ông liền lui về quê ở ẩn, thường đi ngao du khắp nơi, đặc biệt thích đến các chùa ở Chí Linh, Thanh Hà, Thanh Lâm thuộc Hải Dương. Khi ở Hải Dương ông từng mở trường dạy chữ Hán, sĩ tử trong vùng đến theo học rất đông.
Năm 1802, Gia Long thống nhất đất nước lập ra triều Nguyễn, dùng lại các vị cựu quan nhà Lê. Năm 1820, ông phụng chiếu giữ chức Quốc Tử Giám tư nghiệp.
Năm 1827, Nguyễn Đăng Sở nghỉ trí sĩ (74 tuổi), mở trường Gia Hương ở quê dạy học. Năm 1840, ông mất, thọ 87 tuổi.